# نادي الجيل موسم 2015–16
موسم نادي الجيل 2015–16 كان موسم نادي الجيل السابع في دوري الدرجة الأولى. شارك النادي خلال هذا الموسم في كُل من كأس خادم الحرمين الشريفين وكأس ولي العهد السعودي.

## تشكيلة الفريق
| الرقم | الجنسية  | المركز | اللاعب                   |
| ----- | -------- | ------ | ------------------------ |
| 1     | السعودية | حارس   | عبد العزيز المويجد       |
| 36    | السعودية | حارس   | عبد العزيز علي المجد     |
| 16    | السعودية | حارس   | عبدالله المرير           |
| 8     | السعودية | مدافع  | عبدالله عبدالوهاب اليوسف |
| 5     | السعودية | مدافع  | احمد الثنيان             |
| 3     | السعودية | مدافع  | عبدالله الصويعي          |
| 2     | السعودية | مدافع  | عبد العزيز أبشرى         |
| 4     | السعودية | مدافع  | عبدالله العبد الله       |
| 18    | السعودية | وسط    | محمد الأشوان             |
| 18    | السعودية | وسط    | نافع السميري             |
| 13    | السعودية | وسط    | عبدالرحيم أحمد الدباس    |
| 17    | السعودية | وسط    | صاحب العبدالله           |
| 15    | السعودية | وسط    | عبدالله علي الهميان      |
| 22    | الأردن   | وسط    | عيسى السباح              |
| 14    | السعودية | وسط    | فهد الخميس               |
| 20    | السعودية | وسط    | حسن منصور غواص           |

| الرقم | الجنسية    | المركز | اللاعب            |
| ----- | ---------- | ------ | ----------------- |
| --    | السعودية   | وسط    | عبدالله الحنين    |
| 34    | السعودية   | وسط    | عبد الإله بن محمد |
| --    | السعودية   | وسط    | عبد المجيد السعيد |
| 34    | السعودية   | وسط    | متعب منصور        |
| 33    | السعودية   | وسط    | عبد الإله الأشوان |
| --    | ساحل العاج | وسط    | جان زيريجنون      |
| 66    | السعودية   | وسط    | فيصل أبو بكر      |
| 26    | السعودية   | وسط    | مبارك السلطان     |
| --    | السعودية   | وسط    | رياض العريني      |
| 55    | السعودية   | وسط    | عبدالله الحمدان   |
| 48    | فيتنام     | وسط    | فالديني           |
| 88    | السعودية   | مهاجم  | زياد الحمل        |
| 29    | السعودية   | مهاجم  | ثامر العرجان      |
| 77    | السعودية   | مهاجم  | محمد المنقاش      |
| 3     | السعودية   | مهاجم  | جاسم الحمدان      |
| 92    | النيجر     | مهاجم  | عبدالفتاح آدم     |

## نظرة عامّة
| منافسة                             | بداية الجولة | نهائي المركز / الجولة | المباراة الأولى | المبارة الاخيرة |
| ---------------------------------- | ------------ | --------------------- | --------------- | --------------- |
| دوري الدرجة الأولى السعودي 2015–16 | —            | المركز السادس         | 22 أغسطس 2015   | 23 أبريل 2016   |
| كأس ولي العهد                      | —            | دور ال32              | 15 أغسطس 2015   | 19 فبراير 2016  |
| كأس الملك                          | دور ال32     | دور ال16              | 23 أكتوبر 2015  | 29 مايو 2016    |

### حصيلة النتائج
| الفريق ╲ الجولة | 1 | 2 | 3 | 4 | 5 | 6 | 7 | 8 | 9 | 10 | 11 | 12 | 13 | 14 | 15 | 16 | 17 | 18 | 19 | 20 | 21 | 22 | 23 | 24 | 25 | 26 | 27 | 28 | 29 | 30 |
| --------------- | - | - | - | - | - | - | - | - | - | -- | -- | -- | -- | -- | -- | -- | -- | -- | -- | -- | -- | -- | -- | -- | -- | -- | -- | -- | -- | -- |
| الجيل           | D | D | D | D | W | L | W | D | W | L  | L  | D  | W  | W  | D  | L  | W  | W  | L  | W  | D  | W  | D  | D  | W  | L  | L  | D  | W  | L  |

### ملخص النتائج
| شامل | شامل | شامل | شامل | شامل | شامل | شامل | شامل | على أرضه | على أرضه | على أرضه | على أرضه | على أرضه | على أرضه | خارج أرضه | خارج أرضه | خارج أرضه | خارج أرضه | خارج أرضه | خارج أرضه |
| لعب  | ف    | ت    | خ    | أ.ل  | أ.ع  | ف.أ  | ن    | ف        | ت        | خ        | أ.ل      | أ.ع      | ف.أ      | ف         | ت         | خ         | أ.ل       | أ.ع       | ف.أ       |
| ---- | ---- | ---- | ---- | ---- | ---- | ---- | ---- | -------- | -------- | -------- | -------- | -------- | -------- | --------- | --------- | --------- | --------- | --------- | --------- |
| 30   | 11   | 11   | 8    | 43   | 41   | +2   | 44   | 7        | 5        | 3        | 24       | 21       | +3       | 4         | 6         | 5         | 19        | 20        | −1        |

## الدوري

### معلومات عامة
بداية الدوري
بدأ الجيل موسمه الجديد في دوري الدرجة الأولى بشكل سيء، حيثُ تعادل سلبيًا في المباراة الافتتاحيّة أمام نادي الاتفاق في ملعبِ هذا الأخير في الثاني والعشرين من آب/أغسطس 2015، ثمّ تعادل في الجولة المواليّة أمام نادي الباطن في ملعب الأمير عبد الله بن جلوي بهدفينِ في كلّ شبكة، قبل أن يتعادل في الجولة الثالثة أيضًا وجاء التعادل هذه المرة خارج الديار أمام نادي الحزم بهدفٍ في كلّ شبكة في الخامس من أيلول/سبتمبر 2015.
واصل الجيل انطلاقتهُ السيّئة جدًا فتعادل من جديدٍ – للمرة الرابعة تواليًا في الدوري – أمام نادي الوطني في الأحساء جامعًا بذلك 4 نقاطٍ فقط من أربع مباريات. نجحَ الجيلُ أخيرًا في تحقيقِ أول فوزٍ له في الجولة الخامسة على حسابِ نادي الطائي في ملعب الأمير عبد العزيز بن مساعد بمدينة حائل، لكنّه سقط في الجولة المواليّة أمام نادي أحد في المدينة المنورة بثلاثة أهداف مقابل واحد.
عاد الجيل ليُحقّق الانتصار الثاني له في الدوري وجاء هذه المرة على نادي الرياض الجريح في ملعب الأمير عبد الله بن جلوي بالأحساء في السابع عشر من تشرين الأول/أكتوبر 2015، قبل أن يعود لمستواه المتذبذب فتعادل من دون أهدافٍ في الجولة الثامنة أمام نادي الفيحاء في مدينة المجمعة الرياضية. تميّزت مباريات الجيل بعدم الاستقرار والثبات حيثُ قدّم مبارياتٍ ونتائج جيّدة في المباريات على أرضيّة ملعبه لكنّه فشل فشلًا ذريعًا خارج الديار وهذا ما كان فعلًا حيثُ فاز على النهضة بهدفينِ مقابل واحد في الأحساء، لكنّه خسر الجولة الأخيرة من النصف الأول للدوري أمام العروبة في مدينة سكاكا في الثاني والعشرين من كانون الأول/ديسمبر 2015.
من أصلِ عشر مباريات لعبها، فاز الجيلُ في ثلاث مبارياتٍ بينما تعادل في خمسة وخسر في مبارتين مُحقِّقًا بذلك 14 نقطة من أصلِ 30 ممكنة.
منتصف الدوري
بدأ الجيل منتصف الموسم بشكل سيّء بعد الخسارة في عقر الدار أمام نادي الشعلة بهدفينِ نظيفين، ثمّ تعادل في الجولة الثانيّة عشر أمام نادي ضمك من دون أهداف في مدينة الأمير سلطان بن عبد العزيز الرياضية بخميس مشيط، قبل أن يكتسح غريمهُ التقليديّ نادي النجوم بثلاثة أهداف مقابل واحد في مباراة ديربي جمعت الاثنين في الخامس من كانون الأول/ديسمبر، ثمّ انتصر على نادي الدرعية في ملعبه بهدفين نظيفين مواصلًا تعويض ما فاته من النقاط.
تعادل الجيل مع المجزل في الجولة الخامسة عشر بهدفينِ في كلّ شبكة، لكن صحوتهُ توقّفت سريعًا حينما خسر وبثنائيّة نظيفة أمام نادي الاتفاق في الأحساء في الجولة السادسة عشر، ثم عاد لسكّة الانتصارات سريعًا حينما قلب تأخره أمام نادي الباطن لفوزٍ بثلاثة أهداف مقابل اثنين في حفر الباطن. حفَّز هذا الفوزُ النادي الأحسائي فجعلهُ يُقدّم مستوى أفضل حيثُ فاز في المباراة المواليّة ولو بصعوبة (1 – 0) على حسابِ نادي الحزم.
تعرض الجيل لخسارة قاسيّة أمام غريمهِ الوطني الذي اكتسحهُ بأربعة أهداف مقابل هدفينِ في المباراة التي جمعت الفريقينِ على أرضيّة ملعب الملك خالد بن عبد العزيز بمدينة تبوك في أواخر شهر كانون الثاني/يناير، وأنهى النادي الأحسائي فترة منتصف الدوري بانتصارٍ مهمٍ وكاسحٍ على نادي الطائي بخمسة أهداف مقابل واحد في أعرض نتيجة سجّلها الفريقُ هذا الموسم.
تمكّن الجيل في عشرِ جولاتٍ لعبها من تحقيقِ الانتصار في أربع مباريات وتعادل في اثنين بينما خسر أربع مباريات أخرى جامعًا بذلك 14 نقطة وهو نفسُ الرصيد من النقاط الذي جمعهُ في النصف الأول من الموسم.
نهاية الدوري
دخل الجيل فترة نهاية الدوري وعينهُ على الاقتراب أكثر من فرق المقدمة خاصّة أن أدائه في بداية الدوري ومنتصفه اتسم بالجديّة التي تخللها بعضُ الأخطاء أحيانًا. واجه الجيل في أول مباراةٍ له في النصف الأخير نادي أحد في مباراة مملة انتهت بالتعادل السلبيّ بين الفريقين، ثمّ عاد النادي الأحسائي بالعلامة الكاملة من ميدانِ نادي الرياض حينما تغلّب عليهِ بهدفٍ نظيفٍ في العاصِمة السعوديّة. فوزٌ أحيا الكثير من الآمال للفريق الأحسائي، لكنّ هذه الآمال لم تدم طويلًا بعد التعادل المخيّب في الجولة الثالثة والعشرين أمام الفيحاء (1 – 1) في ملعب الأمير عبد الله بن جلوي.
عاد الجيل من الدمام بنقطةٍ مهمةٍ حينما فرض تعادلًا مثيرًا (1 – 1) على نادي النهضة في المباراة التي استضافها ملعب الأمير محمد بن فهد في الثالث من آذار/مارس 2016، ثمّ نجح الفريق السماوي في التفوق بصعوبةٍ على نادي العروبة في الأحساء بثلاثة أهداف مقابل اثنين، قبل أن يتعرض لهزيمة قاسيّة أمام الشعلة في محافظة الخرج بهدفينِ مقابل واحد.
واصل الجيل مسلسل تضييع النقاط بعدما سقط أمام ضمك بهدفينِ نظيفين في عُقر الدار، ثمّ تعادل في مباراة الديربي أمام غريمهِ التقليدي النجوم بهدفٍ في كلّ شبكة، قبل أن يكتسح نادي الدرعية بأربعة أهداف مُقتربًا أكثر فأكثر نحو المراكز المؤهّلة لدوري الدرجة الأولى، لكنّه ضيّع كل فرصه حينما خسر الجولة الختاميّة أمام نادي المجزل بثلاثة أهداف مقابل اثنين في مدينة المجمعة الرياضية في الثالث والعشرين من نيسان/أبريل 2016.
في 10 مبارياتٍ خاضها، تمكّن نادي الجيل من الفوزِ في ثلاث مبارياتٍ فقط وتعادل في أربعة وخسر مثلها جامعًا بذلك 13 نقطة وواصلًا في المعدل الإجماليّ للنقطة الرابعة والأربعين التي جعلت الفريق الأحسائي يحتلُّ المركز الخامس في جدول ترتيب الدوري وهو مركزٌ لا يؤهّل لدوري المحترفين.

### قائمة المباريات
جدول الترتيب
قدم الجيلُ موسمًا جيدًا حيثُ نجح في نهايتهِ في احتلال المركز الخامس في جدول ترتيب الدوري. صحيحٌ أن المركز لم يُؤهّله لدوري المحترفين لكنه جعله أحد أبرز المنافسين على المراكز الأولى. لقد لعب الجيلُ 30 مباراة في الدوري، ففاز في 11 منها بمعدل انتصار واحد أو أكثر في كلّ ثلاث مباريات وتعادل في مثلها ثمّ خسر في ثمانيّة مباريات فقط ليجمع بذلك 44 نقطة. سجّل الجيل خلال جولات الدوري الثلاثين ما مجموعهُ 43 هدفًا (بمعدل 1.43 في كلّ مباراة) كرابع أقوى خطّ هجوم في الدوري خلفَ نادي العروبة الباطن (49 هدفًا لكلٍ منهما) والاتفاق (46 هدفًا)، بينما اهتزّت شباكه في 43 مناسبة وهو رقمٌ سيءٌ مقارنة بفرق مقدمة الترتيب.
جاء الجيل خلف نادي ضمك الذي احتلَّ المركز الرابع بـ 45 نقطة بفارقِ نقطة عن النادي الأحساء، وجمع ضمك هذا العدد من النقاط بعدما فاز في 12 مباراة وتعادل في 9 ثمّ خسر مثلها، بينما سجّل هجومه ما مجموعه 36 هدفًا وتلقى في مقابل ذلك 34 هدفًا. جاء خلف نادي الجيل نادي الشعلة الذي حلَّ سادسًا برصيدِ 43 نقطة بفارقِ نقطةٍ واحدةٍ أيضًا عن النادي الأحسائي، وقد جمع الشعلة هذا العدد من النقاط من خلال فوزهِ في 11 مقابلة وتعادله في 10 مقابلة خسارته لـ 9 مباريات، وكان هذا الأخير قد سجّل 33 هدفًا واستقبل نفس العدد من الأهداف في الدوري.
| م  | الفريق                         | لعب | ف  | ت  | خ  | أ.له | أ.ع | أ.ف | نقاط | الصعود، التأهل أو الهبوط                                 |
| -- | ------------------------------ | --- | -- | -- | -- | ---- | --- | --- | ---- | -------------------------------------------------------- |
| 1  | نادي الاتفاق (السعودية) (C, P) | 30  | 14 | 12 | 4  | 46   | 21  | +25 | 54   | ترقى إلى دوري المحترفين السعودي 2016–17                  |
| 2  | نادي الباطن (P)                | 30  | 15 | 8  | 7  | 49   | 31  | +18 | 53   | ترقى إلى دوري المحترفين السعودي 2016–17                  |
| 3  | نادي العروبة                   | 30  | 15 | 6  | 9  | 49   | 32  | +17 | 51   |                                                          |
| 4  | نادي ضمك                       | 30  | 12 | 9  | 9  | 36   | 34  | +2  | 45   |                                                          |
| 5  | نادي الجيل                     | 30  | 11 | 11 | 8  | 43   | 41  | +2  | 44   |                                                          |
| 6  | نادي الشعلة                    | 30  | 11 | 10 | 9  | 33   | 33  | 0   | 43   |                                                          |
| 7  | نادي الطائي                    | 30  | 12 | 6  | 12 | 38   | 36  | +2  | 42   |                                                          |
| 8  | نادي الفيحاء                   | 30  | 9  | 10 | 11 | 33   | 41  | −8  | 37   |                                                          |
| 9  | نادي أحد                       | 30  | 8  | 13 | 9  | 29   | 33  | −4  | 37   |                                                          |
| 10 | نادي الوطني                    | 30  | 7  | 15 | 8  | 29   | 29  | 0   | 36   |                                                          |
| 11 | نادي النجوم (السعودية)         | 30  | 8  | 11 | 11 | 34   | 37  | −3  | 35   |                                                          |
| 12 | نادي الحزم                     | 30  | 8  | 9  | 13 | 32   | 42  | −10 | 33   |                                                          |
| 13 | نادي النهضة (السعودية)         | 30  | 8  | 9  | 13 | 32   | 45  | −13 | 33   |                                                          |
| 14 | نادي الرياض (R)                | 30  | 6  | 11 | 13 | 33   | 41  | −8  | 29   | هبط إلى دوري الدرجة الثانية السعودي 2016–17 [الإنجليزية] |
| 15 | نادي الدرعية (R)               | 30  | 2  | 8  | 20 | 22   | 56  | −34 | 14   | هبط إلى دوري الدرجة الثانية السعودي 2016–17 [الإنجليزية] |
| 16 | نادي المجزل (R)                | 30  | 14 | 12 | 4  | 46   | 32  | +14 | 54   | هبط إلى دوري الدرجة الثانية السعودي 2016–17 [الإنجليزية] |

1. 1 2  Al-Feiha ahead on head-to-head record; Ohod–Al-Feiha 2–2, Al-Feiha–Ohod 1–0.
2. ↑  Al-Mojzel were assigned as the last due to match-fixing on 21 July 2016."

قائمة المباريات
هذه قائمة مباريات نادي الجيل في دوري الدرجة الأولى السعودي موسم 2015–16:
| 22 أغسطس 2015 1 | الاتفاق | 0 – 0 | الجيل | الدمام                          |
| 16:00           |         |       |       | الملعب: ملعب الأمير محمد بن فهد |

| 27 أغسطس 2015 2 | الجيل | 2 – 2 | الباطن | الأحساء                              |
| 19:00           |       |       |        | الملعب: ملعب الأمير عبد الله بن جلوي |

| 05 سبتمبر 2015 3 | الحزم | 1 – 1 | الجيل | الرس                    |
| 13:00            |       |       |       | الملعب: ملعب نادي الحزم |

| 22 سبتمبر 2015 4 | الجيل | 2 – 2 | الوطني | الأحساء                              |
| 13:40            |       |       |        | الملعب: ملعب الأمير عبد الله بن جلوي |

| 03 أكتوبر 2015 5 | الطائي | 1 – 2 | الجيل | حائل                                              |
| 15:40            |        |       |       | الملعب: مدينة الأمير عبد العزيز بن مساعد الرياضية |

| 10 أكتوبر 2015 6 | أحد | 3 – 1 | الجيل | المدينة المنورة                        |
| 16:35            |     |       |       | الملعب: ملعب الأمير محمد بن عبد العزيز |

| 17 أكتوبر 2015 7 | الجيل | 1 – 0 | الرياض | الأحساء                              |
| 18:00            |       |       |        | الملعب: ملعب الأمير عبد الله بن جلوي |

| 30 أكتوبر 2015 8 | الفيحاء | 0 – 0 | الجيل | المجمعة                        |
| 15:55            |         |       |       | الملعب: مدينة المجمعة الرياضية |

| 06 نوفمبر 2015 9 | الجيل | 2 – 1 | النهضة | الأحساء                              |
| 14:00            |       |       |        | الملعب: ملعب الأمير عبد الله بن جلوي |

| 22 ديسمبر 2015 10 | العروبة | 2 – 0 | الجيل | سكاكا                     |
| 18:00             |         |       |       | الملعب: ملعب نادي العروبة |

| 21 نوفمبر 2015 11 | الجيل | 0 – 2 | الشعلة | الأحساء                              |
| 13:00             |       |       |        | الملعب: ملعب الأمير عبد الله بن جلوي |

| 27 نوفمبر 2015 12 | ضمك | 0 – 0 | الجيل | خميس مشيط                                         |
| 14:50             |     |       |       | الملعب: مدينة الأمير سلطان بن عبد العزيز الرياضية |

| 05 ديسمبر 2015 13 | الجيل | 3 – 1 | النجوم | الأحساء                              |
| 15:00             |       |       |        | الملعب: ملعب الأمير عبد الله بن جلوي |

| 12 ديسمبر 2015 14 | الدرعية | 0 – 2 | الجيل | الرياض              |
| 15:40             |         |       |       | الملعب: ملعب الصائغ |

| 18 ديسمبر 2015 15 | الجيل | 2 – 2 | المجزل | الأحساء                              |
| 15:00             |       |       |        | الملعب: ملعب الأمير عبد الله بن جلوي |

| 26 ديسمبر 2015 16 | الجيل | 0 – 2 | الاتفاق | الأحساء                              |
| 16:55             |       |       |         | الملعب: ملعب الأمير عبد الله بن جلوي |

| 01 يناير 2016 17 | الباطن | 2 – 3 | الجيل | حفر الباطن               |
| 18:00            |        |       |       | الملعب: ملعب نادي الباطن |

| 14 يناير 2016 18 | الجيل | 1 – 0 | الحزم | الأحساء                              |
| 16:40            |       |       |       | الملعب: ملعب الأمير عبد الله بن جلوي |

| 29 يناير 2016 19 | الوطني | 4 – 2 | الجيل | تبوك                                  |
| 14:00            |        |       |       | الملعب: ملعب الملك خالد بن عبد العزيز |

| 06 فبراير 2016 20 | الجيل | 5 – 1 | الطائي | الأحساء                              |
| 15:00             |       |       |        | الملعب: ملعب الأمير عبد الله بن جلوي |

| 12 فبراير 2016 21 | الجيل | 0 – 0 | أحد | الأحساء                              |
| 16:00             |       |       |     | الملعب: ملعب الأمير عبد الله بن جلوي |

| 20 فبراير 2016 22 | الرياض | 0 – 1 | الجيل | الرياض                                 |
| 14:00             |        |       |       | الملعب: ملعب الأمير تركي بن عبد العزيز |

| 27 فبراير 2016 23 | الجيل | 1 – 1 | الفيحاء | الأحساء                              |
| 18:00             |       |       |         | الملعب: ملعب الأمير عبد الله بن جلوي |

| 03 مارس 2016 24 | النهضة | 1 – 1 | الجيل | الدمام                          |
| 15:00           |        |       |       | الملعب: ملعب الأمير محمد بن فهد |

| 13 مارس 2016 25 | الجيل | 3 – 2 | العروبة | الأحساء                              |
| 18:00           |       |       |         | الملعب: ملعب الأمير عبد الله بن جلوي |

| 19 مارس 2016 26 | الشعلة | 2 – 1 | الجيل | محافظة الخرج             |
| 16:00           |        |       |       | الملعب: ملعب نادي الشعلة |

| 31 مارس 2016 27 | الجيل | 0 – 2 | ضمك | الأحساء                              |
| 17:00           |       |       |     | الملعب: ملعب الأمير عبد الله بن جلوي |

| 07 أبريل 2016 28 | النجوم | 1 – 1 | الجيل | الأحساء                              |
| 16:25            |        |       |       | الملعب: ملعب الأمير عبد الله بن جلوي |

| 17 أبريل 2016 29 | الجيل | 4 – 3 | الدرعية | الأحساء                              |
| 13:00            |       |       |         | الملعب: ملعب الأمير عبد الله بن جلوي |

| 23 أبريل 2016 30 | المجزل | 3 – 2 | الجيل | المجمعة                        |
| 19:00            |        |       |       | الملعب: مدينة المجمعة الرياضية |

### إحصائيات
- سجّل الجيل 43 هدفًا (بمعدل 1.43 في كلّ مباراة) بينما تلقّت شباكه 41 هدفًا (بمعدل 1.36 في كل مباراة).
  - سجّل الجيل 24 هدفًا في المباريات التي خاضها على أرضيّة ملعبه بينما تلقَّى 21 هدفًا.
  - سجّل الجيل 19 هدفًا خارج دياره وتلقَّى في مقابل ذلك 20 هدفًا.
- خسر الجيل مبارتين على التوالي في مناسبتين: الأولى في الجولتين العاشرة والحادية عشر، والثانية في الجولتين السادسة والعشرين والسابعة والعشرين.
  - حقَّقَ الجيل انتصارين على التوالي – كأطول سلسلة انتصارات له في الدوري – وذلك في مناسبتين: المرة الأولى في الجولتين الثالثة عشر والرابعة عشر بينما الثانيّة في الجولتين السابعة عشر والثامنة عشر.
- أكبر انتصارٍ حقّقه نادي الجيل في الموسم الكرويّ 2015–16 كان داخل ميدانهِ على حسابِ نادي الطائي بخمسة أهداف مقابل واحد في الجولة العشرين.
  - أكبر خسارةٍ تعرض لها النادي الأحسائي كانت في الجولة التاسعة عشر حينما سُحق في تبوك أمام نادي الوطني بأربعة أهداف مقابل هدفين.

## كأس الملك

### معلومات عامّة
بدأ نادي الجيل مشواره في كأس الملك الذي يُعرف رسميًا باسمِ كأس خادم الحرمين الشريفين عبر مواجهةٍ صعبةٍ أمام نادي الفيصلي الذي ينشطُ في دوري المحترفين. أُقيمت المبارة على ملعب الأمير عبد الله بن جلوي بمدينة الأحساء في الواحد والعشرين من كانون الثاني/يناير 2016 وانتهت في وقتها الرسميّ بهدفٍ في كلّ شبكة، ثمّ مرَّ الفريقان لركلات الترجيح التي انحازت لصالح الجيل بخمس ركلاتٍ مقابل أربعة ليتمكّن النادي الأحسائي من إقصاء الفيصلي أحد أبرز المشاركين في البطولة. تأهل الجيل للدوري الثاني (دور الـ 16) فاصطدم بخصمٍ عنيدٍ آخرٍ هو نادي العروبة. أُقيمت المباراة هذه المرة في ملعب نادي العروبة بمدينة سكاكا في السابع من آذار/مارس 2016 وانتهت للأخير بهدفين نظيفينِ مُطيحًا من النادي الأحسائي من الدور الثاني بعدما كان قد أقصى هو نادي الفيصلي في الدور الأول.

### قائمة المباريات
هذه قائمة المبارتين اللتين ظهر فيهما نادي الجيل في إطار مسابقة كأس الملك:
| 21 يناير 2016 دور الـ 32 | الفيصلي | 1 – 1 (4 – 5) | الجيل | الأحساء                              |
|                          |         |               |       | الملعب: ملعب الأمير عبد الله بن جلوي |

| 7 مارس 2016 دور الـ 16 | الجيل | 0 – 2 | العروبة | سكاكا                     |
|                        |       |       |         | الملعب: ملعب نادي العروبة |

### إحصائيات
- خاض نادي الجيل في إطار منافسة كأس الملك مبارتين، حيثُ فاز في واحدة بركلات الترجيح لكنّه خسر الثانيّة
- سجّل الجيل في مبارتين لعبها هدفًا وحيدًا (بمعدل نصف هدف في كلّ مباراة) بينما تلقت شباكه هدفينِ (بمعدل هدف واحد في كلّ مباراة).

## كأس ولي العهد

### معلومات عامة
شارك نادي الجيل في كأس وليّ العهد السعودي موسم 2015–16، حيثُ أوقعته القرعة في مواجهة قويّة أمام نادي القادسية لحسابِ الدور الـ 32 في المنافسة. لُعبت المباراة في السادس عشر من آب/أغسطس 2015 في مدينة الأمير سعود بن جلوي الرياضية بالخبر وشهدت خمسة أهدافٍ كاملة، ثلاثة منها لنادي القادسيّة وهدفينِ للجيل الذي ودَّع بذلك البطولة من دورها الأول فاشلًا في التأهل للدور المقبل.

### قائمة المباريات
هذه هي المباراة الوحيدة التي شارك فيها نادي الجيل في كأس وليّ العهد نسخة 2015–16:
| 16 أغسطس 2015 دور الـ 32 | القادسية | 3 – 2 | الجيل | الخبر                                      |
|                          |          |       |       | الملعب: مدينة الأمير سعود بن جلوي الرياضية |

### إحصائيات
- لعب نادي الجيل مباراة وحيدة في مسابقة كأس وليّ العهد وخسرها لصالح نادي القادسيّة.
  - سجَّل الجيل في المباراة الوحيدة التي لعبها هدفينِ، وتلقت شباكه في المقابل ثلاثة أهداف.